# الحبوة السفلى (طور الباحه)

تعديل مصدري - تعديل

الحبوة السفلى هي إحدى قرى عزلة طور الباحــة بمديرية طور الباحة التابعة لمحافظة لحج، بلغ تعداد سكانها 172 نسمة حسب تعداد اليمن لعام 2004.